# یاک پانکسپ
یاک پانکسپ (استونیایی: Jaak Panksepp؛ ۵ ژوئن ۱۹۴۲ – ۱۸ آوریل ۲۰۱۷) دانشمند در زمینه علوم اعصاب و علوم اعصاب رفتاری اهل استونی بود.
وی تحصیلات خود را در دانشگاه پیتسبرگ و دانشگاه ماساچوست در امهرست (پی‌اچ‌دی) انجام داد و در دانشگاه‌های همچون دانشگاه ساسکس، دانشگاه ایالتی بولینگ گرین، دانشگاه ایالتی واشینگتن و دانشگاه نورت‌وسترن به تدریس پرداخت.
پانکسپ در ۱۸ آوریل ۲۰۱۷ به علت سرطان در بوولینگ گرین، اوهایو، اوهایو در ۷۳ سالگی درگذشت